# Villa Ephrussi de Rothschild
Villa Ephrussi de Rothschild – willa  należąca do baronowej Béatrice Ephrussi de Rothschild, znajdująca się w miejscowości Saint-Jean-Cap-Ferrat na Lazurowym Wybrzeżu we Francji. Wzniesiona na półwyspie Cap Ferrat między zatoką Villefranche z jednej strony a zatoką Beaulieu z drugiej dla baronowej Béatrice Ephrussi de Rothschild. Baronowa po swojej śmierci w 1934 zapisała willę Francuskiej Akademii Sztuki.
Willa otoczona jest ogrodami w stylu francuskim, hiszpańskim i japońskim.
Willa oraz ogrody są dostępne dla zwiedzających.